# Протогонія
Протогонія (дав.-гр. Πρωτογένεια; ім'я означає «народжена першою») — персонаж давньогрецької міфології, афінська царівна, дочка Ерехтея і Праксіфеї, сестра Кекропса, Метіона, Пандора, Прокріди, Креуси, Хтонії, Орітії і Пандори.
Під час війни Афін проти Елефсіну її та сестер Пандору і Хтонію їхня мати запропонувала як викупні жертви, коли армія супротивника під керівництвом Евмольпа підійшла до Афін. Сестер називали гіаціндедами, оскільки жертвопринесення було на пагорбі під назвою Гіацинт. За однією з версій їх не принесли в жертву, а вони самі себе вбили.